# アリーナ!
『アリーナ!』は、ミキマキによる日本の漫画。『コミックハイ!』（双葉社）において2006年から2008年まで連載された。単行本は全2巻。

## 概要
双葉社刊『コミックハイ!』2006年9月号から連載開始。集英社『りぼん』出身の端正な少女漫画的画風でありながら、初回から女装男子のアリナのハミチン描写、単行本の帯でも「竿」「玉」と臆面も無く書くなど、思い切った下ネタを披露する。作者は「変態による変態のための変態漫画」と呼んでいる。荒唐無稽なギャグが勢いよく展開する中で、ヒロインのアリナの不器用な愛情表現に対し呼応する主人公のヒカルの心境が物語の主軸となる。

## あらすじ
堂園ヒカルはアイドルを目指す男子高校生である。勝手にライバルだと思っていたカリスマモデル・アリナが実は同じ芸能事務所の所属だと知り、しかも堂園はアリナから突然愛の告白を受ける。しかしアリナの正体は（女装した）男だった。一途に迫ってくるアリナに堂園もほだされそうになったり我に返ったりと忙しい。変な仕事ばかり回してくる事務所の社長や仕事をしない同僚のアイドルなどを交え、堂園のアイドル活動から私生活までが混乱に陥ってゆく。

## 登場人物
堂園ヒカル（どうぞの ヒカル）
男子高校生。小さな芸能事務所で日の当たらない地味な営業を続けながらアイドルを目指す。アリナの可愛さやその一途さは認めるものの、所詮同性ということもあり最後の一線は踏み切れない。作中ほぼ唯一の常識人で、ボケっぱなしの周囲にいちいち突っ込む役回り。
アリナ
CMに出ずっぱりのカリスマモデル。実は男で、本名は有奈惣吉（ありな そうきち）。感情を表に出す方ではないが、堂園に惚れてからは果敢にアタックを続ける。プライベートでの喋りは男口調で、一人称も「俺」。
社長（しゃちょう）
芸能事務所「のりプロダクション」社長。本名は青海苔瓶太（あおのり ぺいた）。自身も人気特撮番組「無敵チョチョゲッパレンジャー」のスーツアクターで、人前では常にそのマスクを着用している。自社のタレントを真剣に育てようという姿勢はあまり見られず、経営もだいぶ傾いている。
江菅このみ（えすが このみ）
のりプロダクション所属の歌手。仕事がなく、電話番として事務所で暇そうにしている。90cmの胸は自分の手で豊胸手術を行なったもの。
大路梨華（おおろ りか）
のりプロダクション所属のアイドル。江菅と同様、会計事務をこなしつつ事務所待機の日々。18歳という設定で芸能活動をしているが、実年齢を知った堂園が言葉を失うほど鯖を読んでおり、大の酒好き。
青海苔くらら（あおのり くらら）
社長の娘で、法廷画家を志す小学2年生。堂園の法廷画でデビューすることを夢見て、堂園を罪に陥れようとする。

## 単行本
- 1巻 2007年10月28日発行（9月28日発売） ISBN 978-4-575-83412-3
  - カバー下には作者自作の、本作品の登場人物を使ったギャルが出ないギャルゲーに関する小話。
- 2巻 2008年6月12日発行（6月12日発売） ISBN 978-4-575-83497-0